# 井戸実
井戸 実（いど みのる、1978年1月19日 - ）は神奈川県川崎市出身の実業家。
株式会社ミッションコンプ会長。株式会社エムグラントフードサービスの創業者で前代表取締役社長。

## 来歴
1978年1月19日に川崎市で生まれる。中学生の頃から寿司職人を目指しており、中学卒業と同時に寿司職人になるつもりであった。だが両親に説得されて仕方なく高校進学することになり、それでも高校は適当に市内で最も偏差値の低い工業高校を選んだ。
高校を卒業した後はアルバイト先の店長の紹介で1998年に寿司店の「築地すし好」に入社。この頃から「30歳までに自分の店を開く」という計画を立て始め、寿司職人として働く傍らで飲食店経営のノウハウを独学で学んだ。
しかし寿司職人を行いながらでは飲食店経営の勉強がおぼつかないため、入社3年で「築地すし好」を退職。退職後、2001年にレインズインターナショナルに入社して店舗開発の仕事に従事。その中で飲食店の立ち上げから運営までの流れを吸収した。
レインズインターナショナルは入社2年後に退社し、2003年に小林敬の飲食店経営者事務所「小林事務所」に入社。そこで小林本人から直接事業開発のイロハを叩き込まれた。1年ほど学んだ後退社し、2004年に店舗流通ネットに入社。業務委託店舗の営業開発を行いながら、同年に26歳で東京に居酒屋「感菜」を開業。
「感菜」の運営は当時の友人に任せ、その2年後の2006年に『ステーキハンバーグ&サラダバーけん』を開業。
2006年にエムグラントフードサービスを設立し社長に就任したが、2020年3月16日に東京地裁より破産手続開始の決定を受けた。井戸個人も破産手続が行われたが、2021年1月に免責の決定が下され、2021年3月にフランチャイズ加盟支援事業を行う株式会社ミッションコンプを設立。

## 著書
- 「ロードサイドのハイエナ」流 コスト1/5のムダ０（ゼロ）経営術 （2009年、ワニブックスPLUS新書）